# Sigmosceptrella carlinae
Sigmosceptrella carlinae är en svampdjursart som först beskrevs av Boury-Esnault och Van Beveren 1982.  Sigmosceptrella carlinae ingår i släktet Sigmosceptrella och familjen Podospongiidae.
Artens utbredningsområde är Kerguelen. Inga underarter finns listade i Catalogue of Life.